# 岐山操
〈岐山操〉，是唐代诗人韩愈作的一篇琴操诗。宋代诗人曹勋也曾以岐山操作诗一首。后在明正德六年的《谢林太古遗音》中也曾用岐山操作为为古琴曲名流传下来，並引用了韩愈的部分词句作为琴曲的歌词。
歌词如下：我家于豳，自我先公。伊我承序，敢有不同。今狄之人，將王我疆。民為我戰，誰使死傷。彼岐有岨，我往獨處。爾莫予追，無思我悲。
按该曲琴曲中解析为此曲乃周公追思先公之德而作此曲，以此来教导周成王。

## 相關記載
按《孟子》:太王居邠之時，狄人侵之，事之以皮幣，犬，馬，珠，玉皆不得免，乃避狄而去郷，邑于岐山之下以居，當是時，豳人皆曰太王仁人也，從之而來岐山者，若歸市。是操也。豈周公追思先公之德而作此曲，以敎成王也歟。